# Голосове керування
Голосове́ керува́ння — спосіб взаємодії з пристроєм за допомогою голосу. На відміну від розпізнавання мови, голосове керування призначене для введення керівних команд — наприклад, «відкрити файл», «показати погоду на завтра», «вимкнути звук». І хоча за допомогою системи голосового управління можна вводити й контент (числа й текст), таке введення буде вкрай некомфортним, оскільки оператору доведеться робити чіткі паузи між окремими словами.
Згідно з англомовною статтею, першими побутовими пристроями з голосовим керуванням були пральні машини та стільникові телефони. У наш час[коли?] голосове керування мають побутові комп'ютери, автомобілі, музичні центри, кондиціонери, ліфти тощо.
Розпізнавання окремих команд дещо простіше, ніж розпізнавання злитого тексту і не вимагає значних обчислювальних потужностей. Завдяки цьому, сьогодні існує багатий вибір ПЗ й устаткування (спеціалізованих DSP), що мають невелику вартість і високу якість розпізнавання команд.

## Програмне забезпечення
- Windows Vista та Windows 7 (голосове управління як компонент ОС)
- MacOS X (голосове управління як компонент ОС)
- OS/2 Warp 4 (голосове управління як компонент ОС)
- Microsoft Voice Command для PDA
- Dragon NaturallySpeaking
- IBM ViaVoice
- Speereo Voice Translator
- Linguatec Voice Pro (раніше була побудована на IBM VoiceType, зараз — на рушії Microsoft)
- Home Sapiens керування побутовою технікою голосом

## Апаратні засоби

### Автомобілі
Систему розробляли протягом шести років японські винахідники, зокрема з Наґойського університету, Університету Токусіма, а також із компанії Aisin Seiki Co, яка виробляє автозапчастини.
Зазначається, що людина має сидіти у кріслі водія. Так система побачить рухи та міміку користувача, а той, зі свого боку, глянувши на будь-яку будівлю, може спитати у комп'ютера, що це. Програма, прослідкувавши за його поглядом за допомогою камер, а також звірившись із картографічною інформацією, надасть вичерпну відповідь.
Окрім цього, авто, оснащене такою системою, може приїхати за вказаною адресою, наче таксі.